# Freguesia de Nossa Senhora de Fátima
A Freguesia de Nossa Senhora de Fátima é uma das 7 freguesias de Macau e localiza-se no extremo-norte da Península de Macau. Ela não tem quaisquer poderes administrativos, sendo reconhecido pelo Governo como uma mera divisão regional e simbólica de Macau. 
É a segunda maior freguesia de Macau e tem, aproximadamente, uma área de 3,2 km², correspondendo a 34,4% da área da Península (com aproximadamente 9,3 km²). É a freguesia mais populosa de Macau, com cerca de 180,5 mil habitantes e, aproximadamente, com a segunda mais elevada densidade populacional da Península, com cerca de 58,2 mil habitantes por quilómetro quadrado. A maioria dos terrenos desta divisão foi reclamado ao mar através de aterros.
É vulgarmente subdividido em várias zonas:
- Ilha Verde
- Toi San
- Hipodrómo
- Areia Preta
- Mong-Há
- Bairro de Fai Chi Kei
- Portas do Cerco, onde se localiza o posto fronteiriço com o mesmo nome entre Macau e Zhuhai (China)
- Iao Hon

Foi desenvolvido só durante o século XX, principalmente a partir da década de 70, e actualmente cerca de metade das fábricas de Macau localizam-se nesta freguesia. Antigamente, antes de se desenvolver, era ocupada por campos de cultivo.
Faz fronteira a sul com a Freguesia de Santo António e com a Freguesia de São Lázaro.

## Património edificado
- Igreja de Nossa Senhora de Fátima
- Igreja de S. Francisco Xavier (Mong-Há)
- Canídromo (estabelecimento onde se realiza as corridas de cães)
- Posto Fronteiriço das Portas do Cerco
- Fortaleza de Mong-Há
- Templo de Kun Iam Tong
- Templo de Kun Iam Tchai e de Seng Wong